# Карон (пляж)
Карон (тайск. หาดกะรน) — один из самых протяжённых пляжей острова Пхукет — его протяжённость составляет около 3350 метров. Пляж расположен на западном побережье острова в 45 км от международного аэропорта Пхукет и в 20 км от города Пхукет. Карон является вторым по величине центром отдыха, после пляжа Патонг.
Побережье Карона делится на два пляжа. Первый — малый Карон (Karon Noi Beach). Второй — большой Карон (Karon Beach), который простирается до мыса Саи, отделяющего пляж Карон от пляжа Ката-бич. Пляж Карон известен своим «поющим песком», который скрипит из-за большого содержания в своём составе кварца. На юге пляжа можно любоваться множеством коралловых рифов, на севере расположены рестораны, кафе, магазины.

## Галерея

Пляж Карон
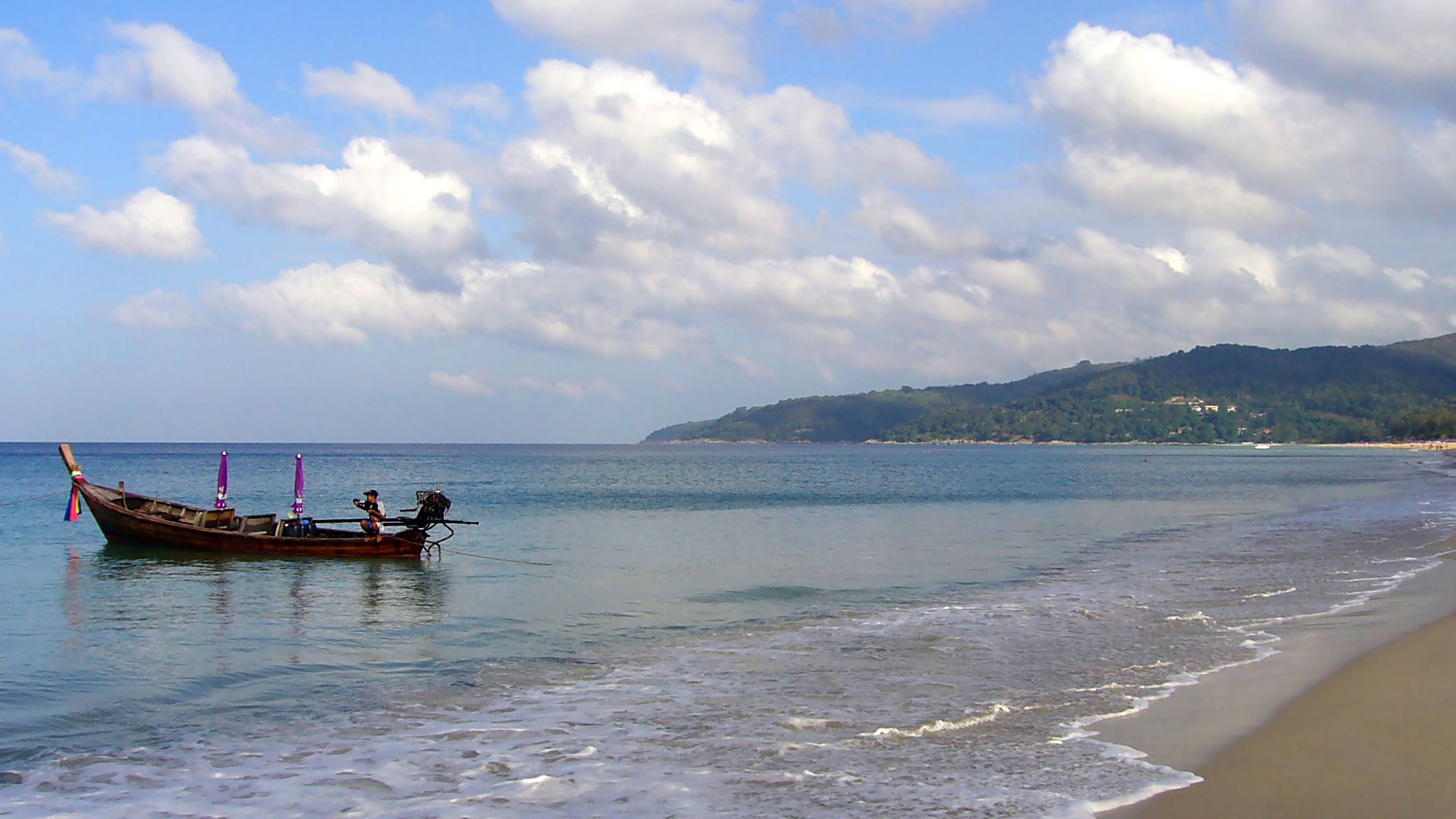
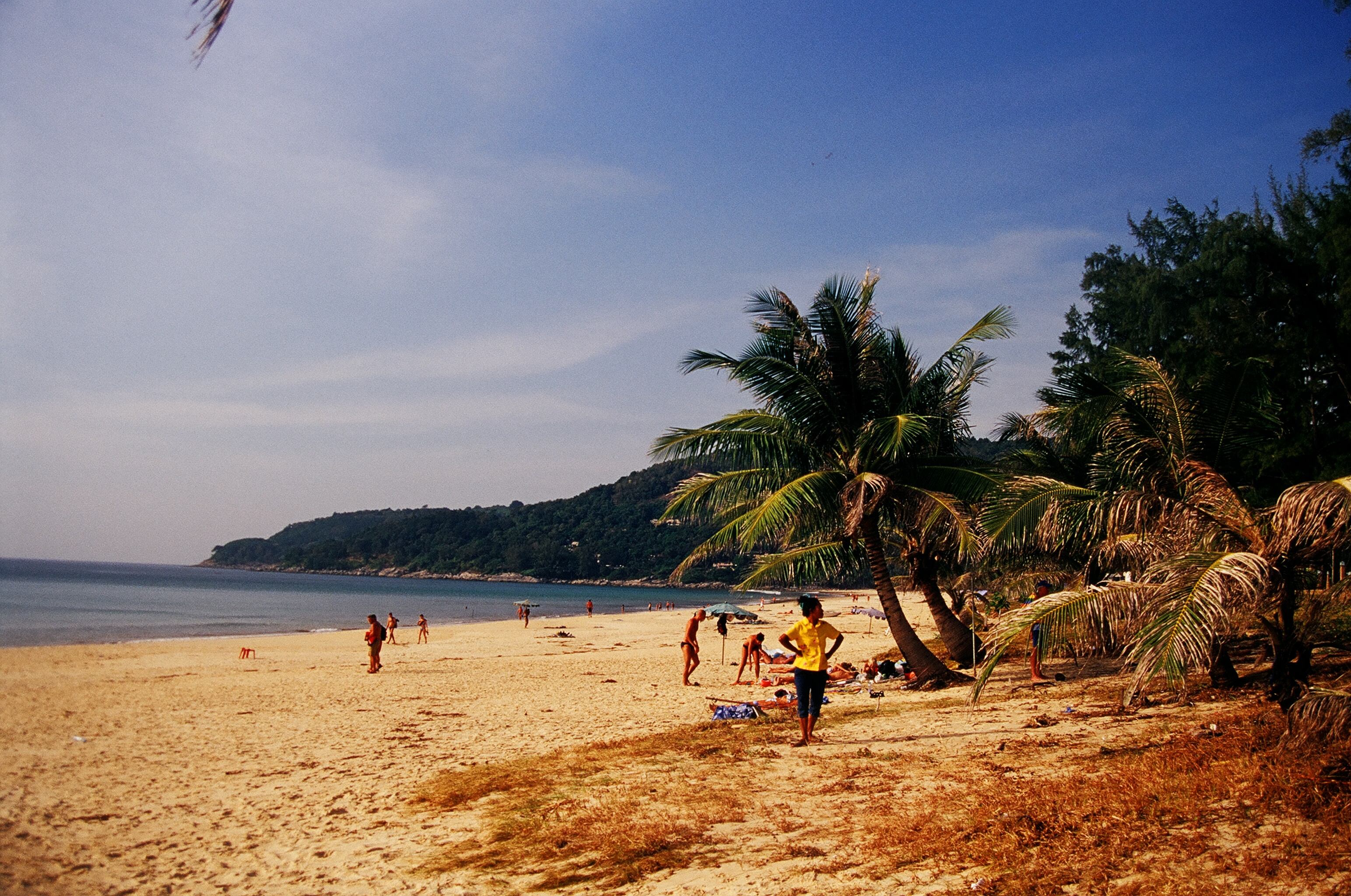
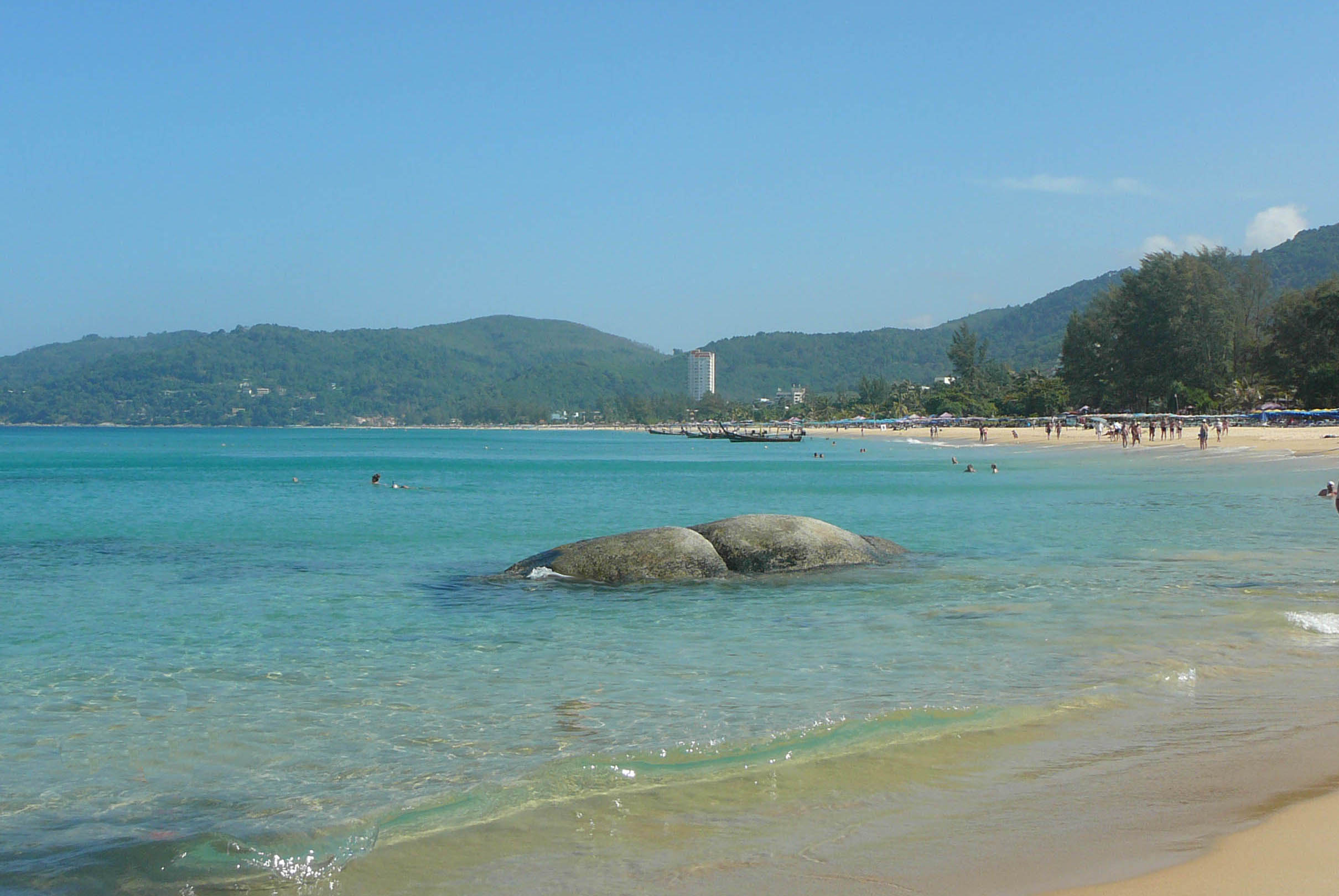
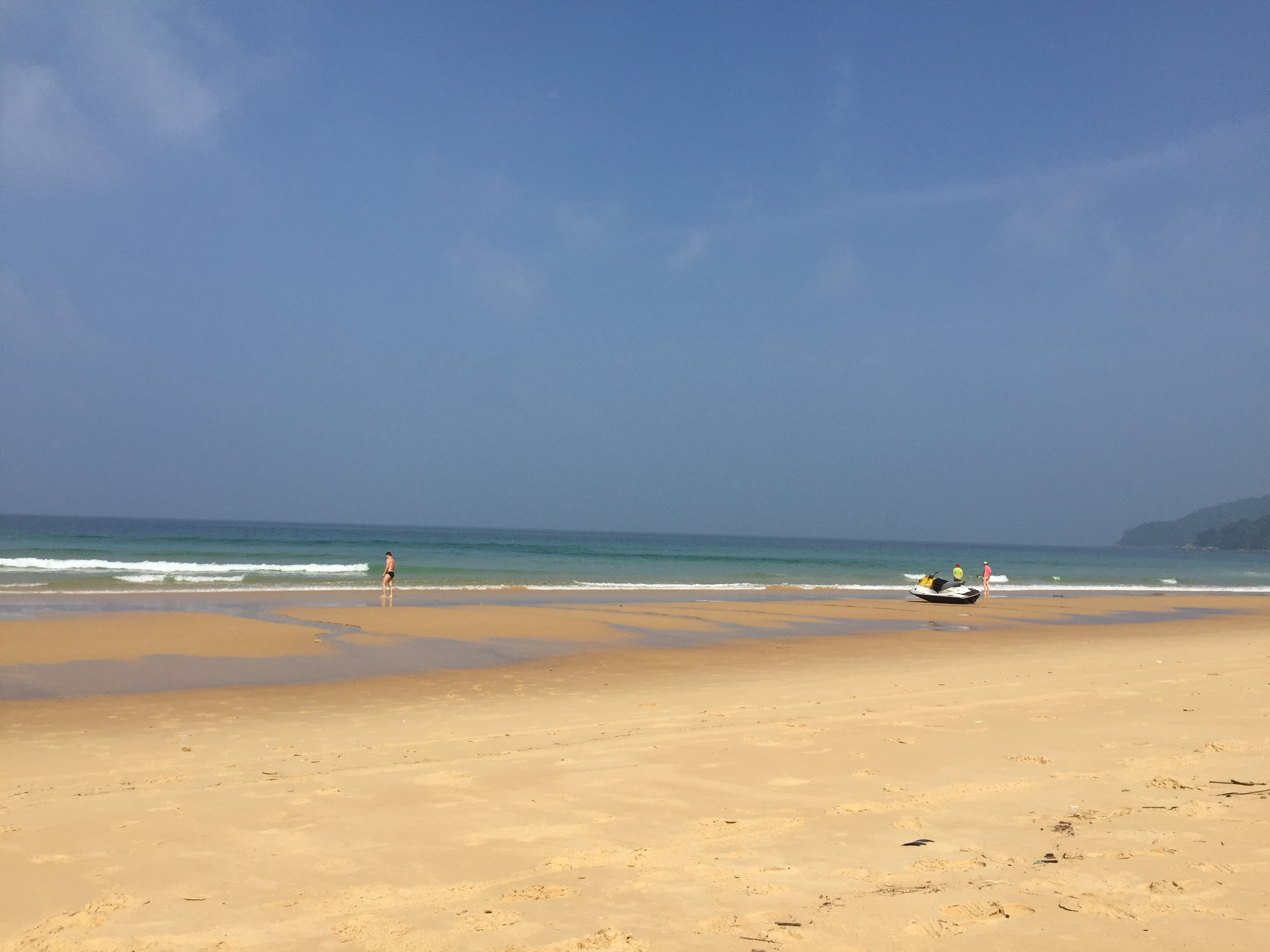
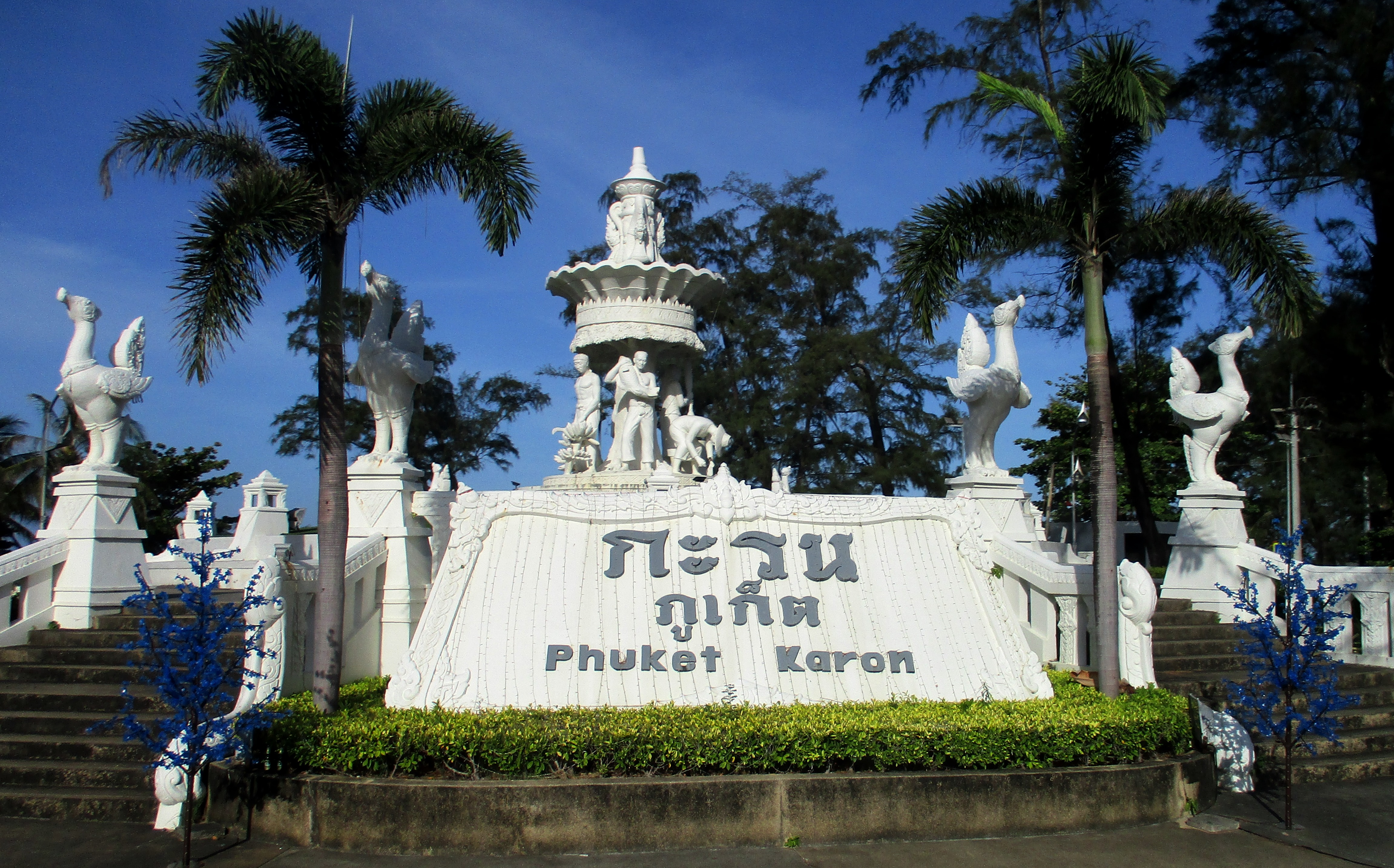